# مطاعم مؤمن

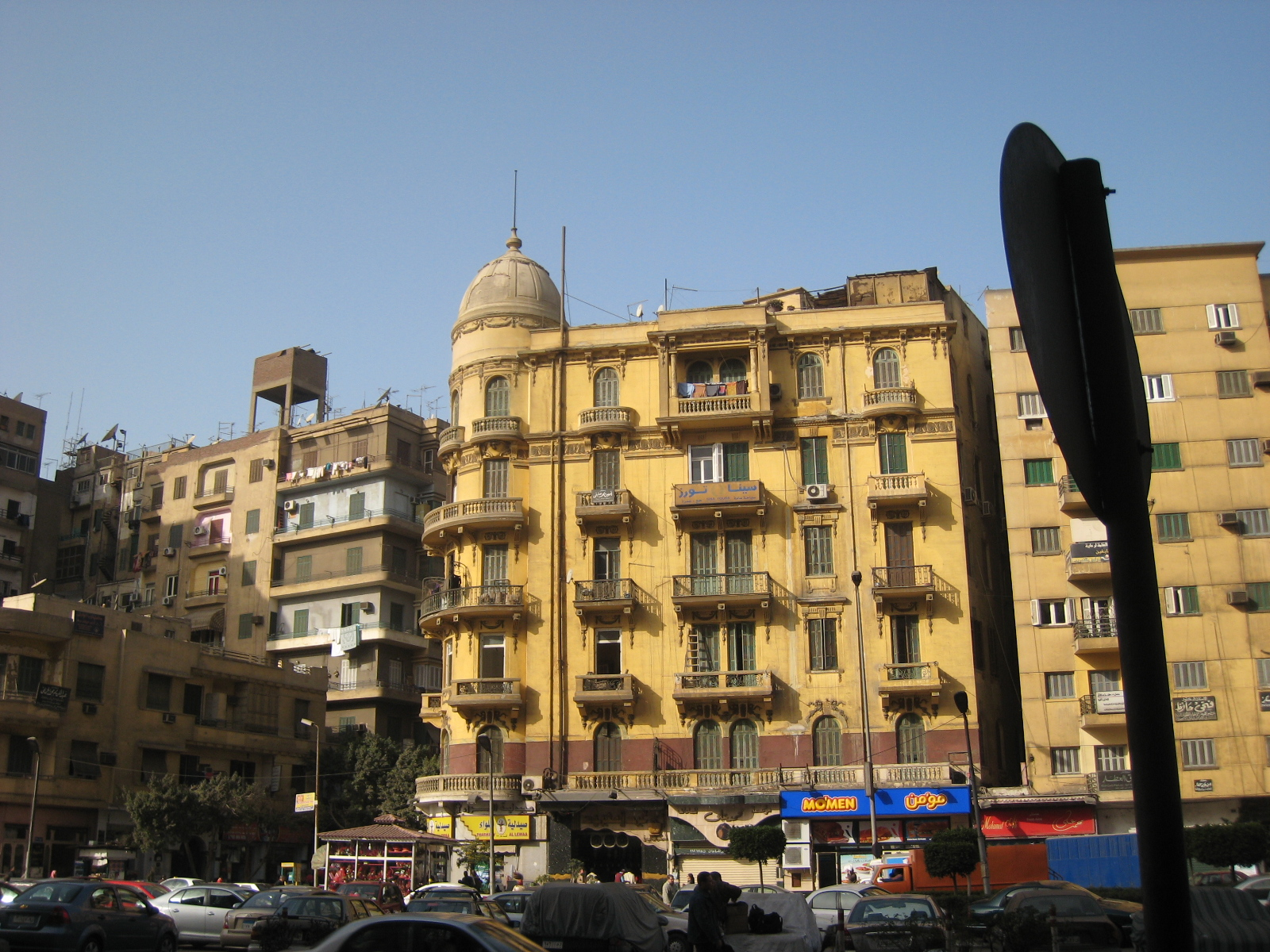
فرع لسلسلة مطاعم «مؤمن» للوجبات السريعة بوسط البلد - القاهرة

مطعم مؤمن هو أحد مطاعم الوجبات السريعة في مصر، مملوك بالكامل لأخوين تحت اسم مجموعات مؤمن.

## تاريخ
بدأ إنشاء أول مكان لمحلات مؤمن في هليوبوليس سنة 1988 عن طريق الأخوين مؤمن برأس مال حوالي 12.000 جنيه مصري، وفي نفس الوقت الذي افتتحت عدد من المطاعم التي تقدم الوجبات السريعة مثل ماكدونالدز وكنتاكي وبيتزا هت فروع لها في البلاد. بدأ مؤمن بتقديم المأكولات السريعة ووصل عدد الأفرع على مستوى مصر 38 فرع، أصبح تعداد عملاء مؤمن حوالي عشرة ملايين مشترك 10000000 بالسنة[بحاجة لمصدر].

## فروع

### في مصر
تتواجد عدة فروع له في الكثير من المدن المصرية وهي:
- مؤمن القاهرة
- مؤمن الإسكندرية
- مؤمن الإسماعيلية
- مؤمن دمنهور
- مؤمن المنصورة
- مؤمن طنطا
- مؤمن الزقازيق
- مؤمن بورسعيد
- مؤمن أسيوط
- مؤمن بنها
- مؤمن العاشر
- مؤمن بردين
- مؤمن كفرالشيخ
- مؤمن المنيا

## خارج مصر
- مؤمن ليبيا
- مؤمن ماليزيا
- مؤمن السودان
- مؤمن الإمارات
- مؤمن الكويت
- مؤمن السعودية

## مصنع مؤمن
بدأ العمل في مصنع مؤمن عام 1999، وبدأ المصنع بطاقة إنتاجية 1.5 طن للساعة الواحدة.
- مساحة المصنع 12.000 متر مربع ويشمل:

1. خط إنتاج أوتوماتيك لإنتاج لحوم الأبقار والدواجن والمأكولات البحرية.
2. مخبز.
3. مخازن تبريد وتجفيف.
4. مختبرات لمراقبة الجودة.

## وصلات خارجية
- الموقع الرسمي